# 프리덤 프라이

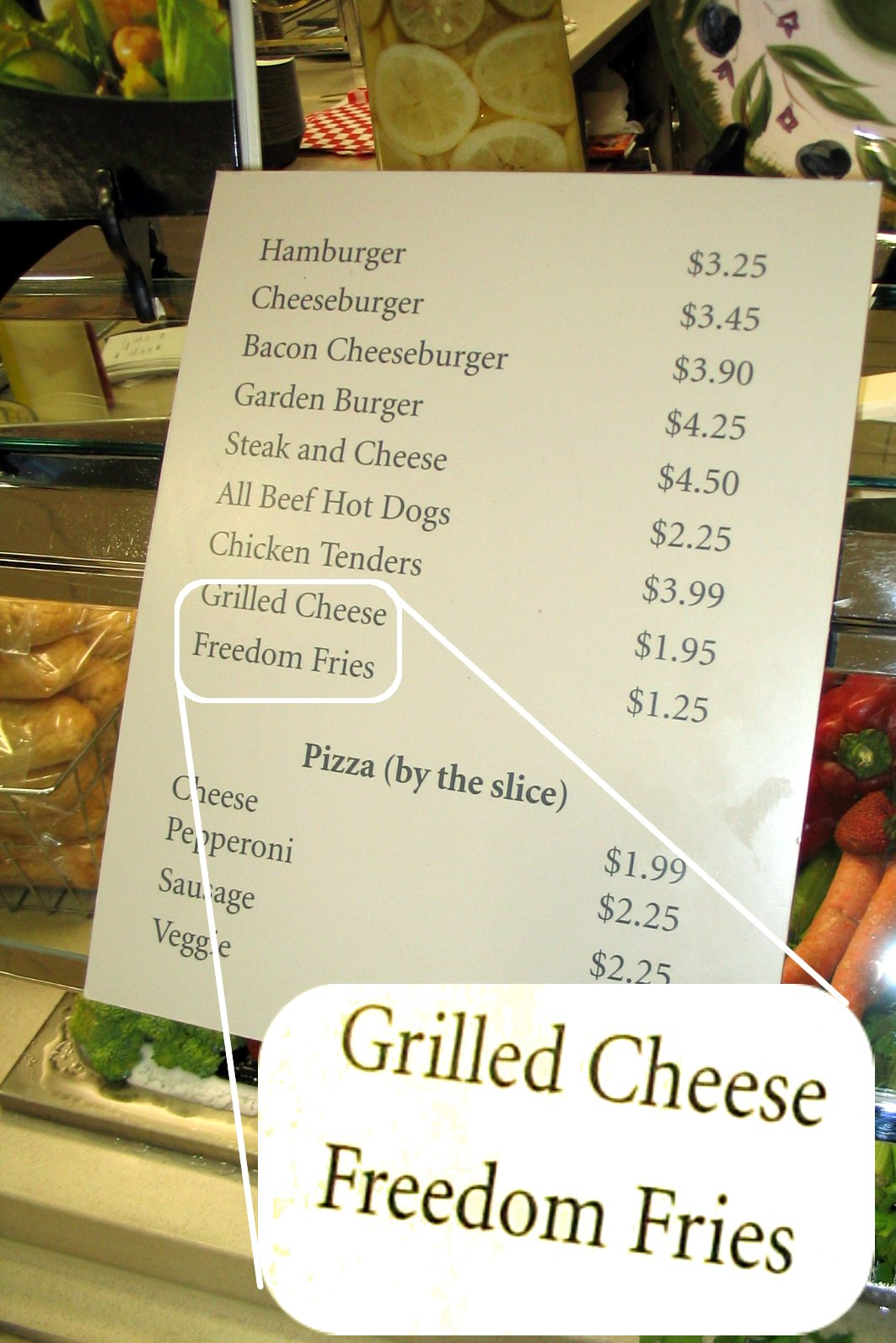
'프리덤 프라이'가 적혀있는 의회 구내식당 메뉴판

프리덤 프라이(영어: Freedom Fries)는 미국에서 이라크 침공에 대한 프랑스의 반대로 인해 정치적인 이유로 감자튀김(영어: French Fries)의 이름을 바꾼 것이다. 이 용어는 2003년 2월 노스캐롤라이나의 한 레스토랑에서 처음 만들어졌고, 한 달 후 당시 공화당 소속 미국 하원 운영위원회 위원장인 밥 네이가 의회 구내식당 3곳의 메뉴의 이름을 바꾸면서 널리 알려지게 되었다. 미국의 일부 레스토랑이 이 이름을 채택했지만, 이라크 전쟁의 지지가 감소함에 따라 인해 이 용어의 인기가 사그라들게 되었다. 2006년 네이가 운영위원장직을 사임한 후 의회 구내식당의 메뉴 이름은 다시 프렌치 프라이로 돌아갔다.

## 배경

### 프랑스의 이라크 전쟁 반대
알카에다의 9.11 테러와 조지 W. 부시 대통령의 '테러와의 전쟁' 선포 이후 이라크 침공에 대한 논의가 수면 위에 떠오르자. 유엔 안전보장이사회 심의에서 도미니크 드 빌팽 프랑스 외무장관은 프랑스는 침공을 지지하거나 참여하지 않을 것이며 이라크 침공을 명령하는 결의안은 거부할 것임을 분명히 했다. 러시아와 중국도 침공에 반대하긴 했지만 안보리에서 거부권을 행사하겠다고 위협하지는 않았기 때문에, 프랑스는 미국과 영국의 유엔의 침공 결의안을 통과시키려는 시도에 대한 주요한 방해물로 인식되었다. 이로 인해 일부 미국인들은 프랑스에게 배신감을 느꼈다고 비난했으며, 이는 미국 내 반프랑스 감정을 다시 불러일으켰다.

### 초기 개명
이름 변경은 2003년 2월 노스캐롤라이나주 보퍼트에 있는 레스토랑 '큐비스'의 주인인 닐 롤런드가 처음 시작했는데, 이름변경에 대해 롤런드는 제1차 세계 대전 당시 독일에 대항하여 사우어크라우트를 자유 양배추 (영어: liberty cabbage) 라고 바꿔 부르고 프랑크푸르트 소시지를 핫도그로 이름을 바꾸었던 것에 영감을 얻었다고 말했다. (실제로는 핫도그라는 용어는 제1차 세계대전이 발발하기 훨씬 전부터 사용되었으며, 사우어크라우트는 승리 양배추 (영어: victory cabbage)로, 프랑크푸르트 소시지는 리버티 독(영어: liberty dog)으로 바꿔 불려졌다.) 이름 변경에 대한 인터뷰에서 롤런드는 "프랑스가 [전쟁에서] 발을 빼고 있기 때문에 요리에 프랑스와 관련된 이름을 붙이는 것은 금지되어야 합니다." 라고 말했다. 2007년 3월 롤런드는 "프리덤 프라이(freedom fries)"라는 용어에 대한 상표 등록을 얻었으나 2013년 11월 취소되었다.

## 미국 하원 구내식당의 채택

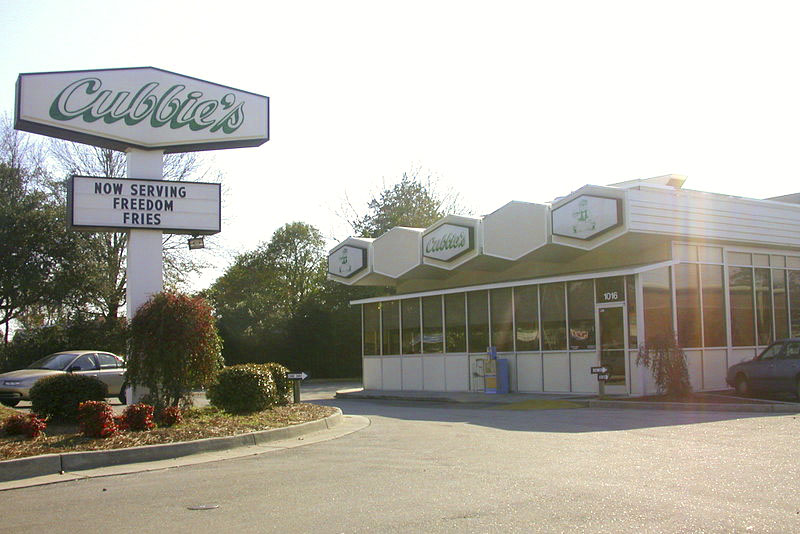
존스의 선거구에 있던 큐비스는 이름 변경이 처음 시작된 곳이다.

2003년 3월 11일, 큐비스 식당이 있던 지역구의 연방 하원의원인 월터 B. 존스는 프랑스가 이기적이라고 비판하며, 큐비스의 예를 따를 것을 제안하는 편지를 의원들에게 돌린다. 이후 미국 공화당 하원 운영위원장 밥 네이는 하원 식당 3곳의 메뉴판에 있는 감자튀김(프렌치 프라이)와 프렌치 토스트와 관련된 메뉴 이름들을 각각 프리덤 프라이와 프리덤 토스트로 바꿀 것을 지시했다. 네이는 미국 하원 운영위원회 의장으로서 하원 식당에 대한 권한을 갖고 있으므로 이 조치에는 표결 없이 즉시 시행되었다. 네이가 발표한 성명에 따르면, 이름 변경은 프랑스가 "미국과 동맹국들과의 협력을 계속 거부"하는 것에 대한 불만을 표현하기 위한 것이었으며, "오늘의 이번 조치는 캐피틀힐의 많은 사람들이 소위 동맹국이라는 프랑스에 대해 갖고 있는 강한 불만을 보여주기 위한 작지만 상징적인 노력"이라고 덧붙였다. 이는 미국의 이라크 점령 당시 임시연합군 식당과 이라크 다국적군 식당에도 적용되었다.

### 반응
이번 변경에 대해 프랑스 대사관 대변인 나탈리 루아조는 "우리는 매우 심각한 문제로 인한 심각한 순간을 맞고 있지만 미국이 붙인 감자튀김 이름에 신경을 쓰진 않는다"라고 말했으며, 그리고 감자튀김의 원산지는 벨기에라고 덧붙였다. 이름이 바뀐 뒤 대사관 대변인은 "우리 외교관계는 분명히 감자보다 훨씬 더 중요하다. ...그리고 우리 관계는 다시 정상 궤도에 올라와있다."라고 말했다.
갤럽의 2005년 여론 조사에서 프렌치 프라이와 토스트의 이름을 바꾸는 것이 "어리석은 생각인지 진지한 애국심의 표현인지" 묻는 질문에 대해 응답자의 66%는 어리석다고 답했고, 33%는 애국적이라고 답했으며, 1%는 의견이 없었다. 그러나 실제로 "프리덤 프라이"라는 용어 사용을 고려한 참가자는 15%에 불과했으며, 80%는 계속해서 "프렌치 프라이"이라고 부를 것이라고 응답했다. 여러 식당들이 하원 구내식당의 이름 변경을 따라 감자튀김의 메뉴 이름을 변경했다. 2020년 현재까지도 몇몇 미국 식당에서는 여전히 "프리덤 프라이즈"라는 이름을 사용하고 있다. 캘리포니아 주 산타 크루즈에 있는 새턴 카페는 이름 변경에 반대하는 뜻에서 감자튀김의 메뉴 이름을 " 조지 W. 부시 탄핵 프라이" (영어: Impeach George W. Bush fries)로 변경했다. 한편, 머스타드 브랜드 French's의 제조업체인 레킷벤키저는 자사 브랜드명이 성(姓)에서 유래했음을 밝혔다.

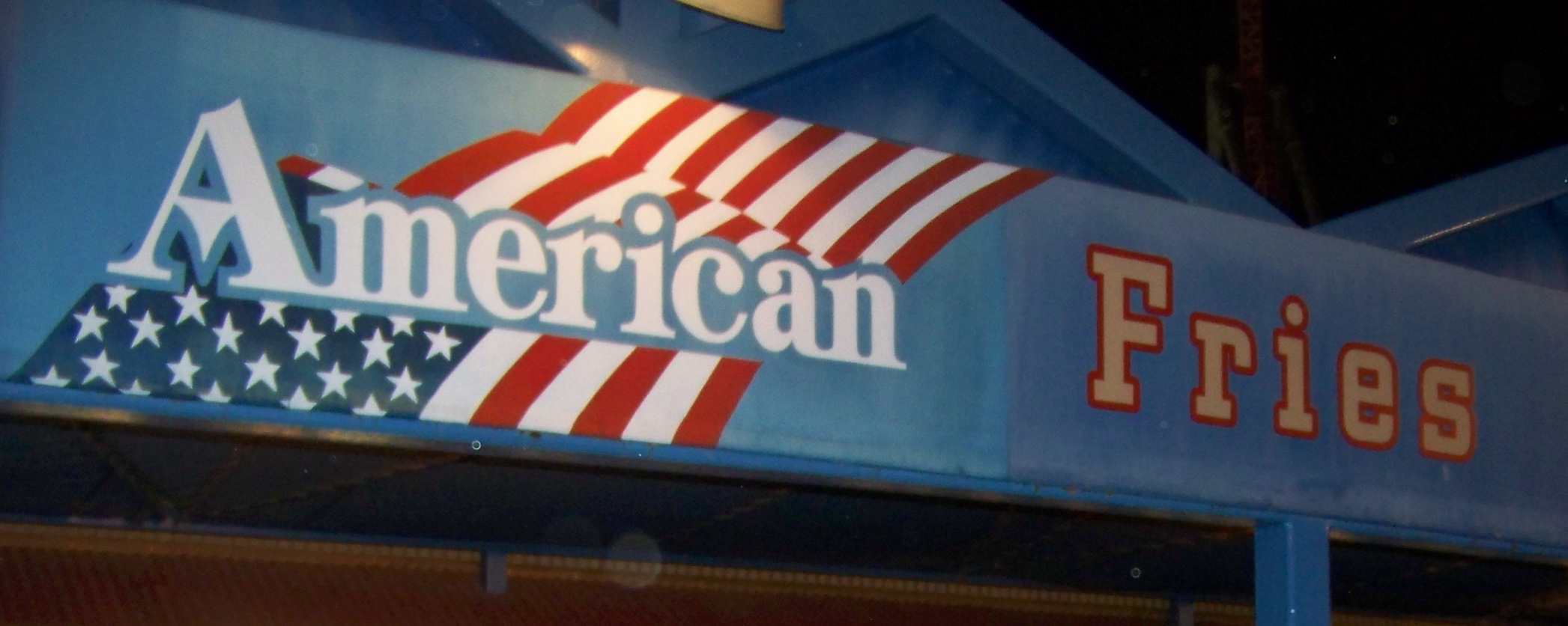
너츠베리팜의 "미국식" 프라이를 광고하는 간판. 이전에는 표지판에 "프렌치"라고 적혀 있었다.

매사추세츠주 민주당 하원의원 바니 프랭크는 이러한 변경이 의회를 훨씬 더 우스꽝스러워 보이게 만든다고 했으며, 민주당 소속 뉴욕주 연방 하원의원 호세 세라노는 이름 변경을 보여주기식 행위라고 규정하고 의원들에게 더 중요한 문제에 대해 관심을 가질 것을 촉구했다.
프랑스계 미국인 인디 밴드 Freedom Fry는 Freedom Fries 현상을 바탕으로 이름을 선택했다. 2005년 로버트 플랜트 와 그의 밴드 Strange Sensation은 가사에 "Freedom fries and burns and Scars, the liberator goes too Far."라는 가사가 포함된 반전 노래 "Freedom Fries"가 트랙에 포함된 Mighty ReArranger 앨범을 발표했다.

### 정책 폐기
잭 에이브러모프 스캔들로 인해 네이가 사임하고 베른 엘러스가 새로운 하원 운영위원장으로 취임한 후 2006년 8월 2일 하원 구내식당 메뉴판의 감자튀김 메뉴 이름은 아무런 공지 없이 다시 원래 이름으로 돌아갔다. 이 결정에 대한 질문에 엘러스는 "큰 일이 아니며.... 뉴스 거리가 아니다. "라고 대답했다. 2005년 월터 B. 존스는 "프리덤 프라이즈" 사건에 대한 의견을 묻자 "그런 일이 일어나지 않았더라면 좋았을 텐데요."라고 대답했다.